# 뮬란 (1998년 영화)
《뮬란》(영어: Mulan)은 월트 디즈니 피처 애니메이션이 제작, 월트 디즈니 픽처스가 1998년 6월 19일에 개봉한 미국 애니메이션 영화이다. 디즈니의 36번째 클래식 애니메이션 장편 영화이며 디즈니 르네상스에 속하는 작품이다. 중국 전설 중의 하나인 목란사의 주인공 화목란(花木蘭, Hua Mulan)을 바탕으로 제작되었다. 로버트 D. 샌 소시, 리타 흐시아오가 각본을 쓰고, 토니 밴크로프트와 베리 쿡이 감독을 맡았다.
대한민국에서는 1998년 7월 17일 개봉하였다. 후속편인 뮬란 2는 2005년 비디오로 출시되었다.

## 줄거리
샨유가 이끄는 흉노족이 중국을 침략하고자 만리장성을 넘어오자, 황제는 각 가문의 장정들을 군대로 소집할 것을 장군에게 명한다. 한편, 파씨 가문의 외동딸 뮬란은 선머슴 같은 성격 때문에 중매쟁이 눈에 드는 데 실패하고 망신을 당하지만, 아버지 파주는 좋은 신부감이 되지 못해 슬퍼하는 딸을 위로해준다. 이때 마을에서 황제의 보좌관 츠푸가 징집령을 발표하고, 아들이 없던 파주는 자신이 군대에 나가 싸울 것을 결심한다. 하지만 전쟁에서 부상을 당해 다리가 불편한 아버지가 걱정된 뮬란은 아버지의 결정을 반대하고, 급기야 남장을 하고 몰래 빠져나와 자신이 군대에 들어가게 된다. 뮬란이 다시 돌아오도록 조상신들은 작은 용인 무슈에게 위대한 돌로 만든 용을 보내도록 하지만 용을 부수고만 무슈는 자신이 대신 찾아가 동행하며 그녀를 영웅으로 만들어 가문을 빛내게 할 생각을 한다. 행운의 상징인 귀뚜라미 복동이도 무슈를 따라간다.
뮬란은 훈련소에 들어가게 되고, 무슈에게 진짜 남자로 행동하는 법을 배우다 소동을 일으키게 된다. 한 초소에서는 리 장군이 정예 부대로 산에 있는 마을에서 흉노족을 습격할 계획을 세우고, 아들인 샹에게 훈련 대장의 자격을 주고 모인 장정들을 훈련시켜 줄 것을 부탁하고 산으로 떠난다. 샹은 소동을 일으킨 주범이 뮬란이라는 것을 알게 되고, 뮬란은 자신의 이름을 '핑'이라고 대답한다. 샹은 혹독한 훈련 일정으로 군대를 육성하고, 뒤처진 뮬란은 샹에게 집으로 돌아갈 것을 명령 받는다. 낙심한 뮬란은 그가 처음에 장정들에게 요구했던 무거운 쇠를 달고 장대에 꽂힌 화살을 뽑는 데 성공하고, 군인으로 인정받는다. 처음에 그를 비웃었던 링과 야오, 치엔포도 뮬란의 친구가 된다.
무슈는 뮬란이 전쟁터에서 공을 세울 수 있도록 가짜 편지를 써서, 샹이 리 장군에게 찾아가도록 한다. 샹은 군대를 이끌고 서둘러서 마을에 찾아가지만 마을은 파괴되어 있었고, 장군은 목숨을 잃은 상태였다. 황제가 있는 곳으로 찾아가기 위해 고갯길로 들어간 군대는 뮬란의 마차에 있던 폭약이 폭발하면서 흉노족에게 위치를 들킨다. 맹렬하게 공격을 받던 군대는 폭약으로 산에 있는 흉노족을 물리치는 데 성공하지만, 샨유가 이끄는 거대한 군대가 언덕에서 몰려오자 궁지에 몰린다. 뮬란은 마지막 폭약을 들고 산을 진동시켜 눈사태를 일으킬 생각을 하고 조준을 하다 샨유에게 공격을 받고 치명적인 부상을 입는다. 뮬란은 무슈의 도움으로 눈사태를 일으키는 것에 성공하고, 눈사태를 피하려다 휩쓸린 샹을 구하는 데 성공하지만, 샨유에게 입은 부상으로 기절을 하게 되고, 군대에게 자신이 여자라는 사실이 발각되고 만다. 황제의 보좌관인 츠푸는 그녀를 사형할 것을 명하지만 샹은 자신을 구해준 뮬란의 빚을 갚는 것으로 그녀를 살려두고 떠난다. 남겨진 뮬란과 무슈는 자신들의 본래 의도를 설명해준다. 뮬란은 자신도 뭔가 할 수 있다는 것을 보여주고 싶었고, 무슈는 뮬란을 이용해 조상신들에게 인정 받고 싶었던 것이다. 그들이 집으로 돌아갈 준비를 하는 동안, 샨유는 눈밭에서 뛰쳐나와 살아남은 몇명의 병사들을 데리고 황제의 도시로 찾아간다. 뮬란은 이것을 알아차리고 샹에게 경고하고자 그들을 따라간다.
제국의 수도에서는 시민들이 그들을 '중국의 영웅'으로서 환영하기 위한 행진을 거행한다. 하지만 츠푸를 제외한 군인들은 뮬란이 여자였다는 충격 때문에 기뻐하지 않는다. 샹은 말을 타고 나타난 뮬란을 보고 놀라지만, 그녀의 경고를 무시하고 돌아갈 것을 요구한다. 샹은 황제에게 승리의 증거로 샨유의 검을 바치나, 갑자기 매가 나타나 검을 빼앗고 지붕에서 잠복하고 있던 주인 샨유에게 돌려준다. 뒤에서 용 탈에 잠복하고 있던 흉노 병사들도 나타나 샹을 저지하고 황제를 끌고 궁으로 들어간다. 뮬란은 샹과 그녀의 세 친구들을 이끌고 황제를 구하고자 궁에 잠입한다. 일행은 뮬란이 세운 작전으로 황제를 구출하는 것에 성공하고, 뮬란은 샨유와의 사투 끝에 불꽃놀이 폭죽으로 그를 처치하는 데 성공한다. 황제가 그녀에게 존의를 표하자, 모든 중국의 백성들도 그녀에게 절을 한다. 황제는 그녀에게 자신의 목걸이와 샨유의 검을 주며 그것들이 그녀가 했던 업적들을 증명해줄 것이라 말한다.
뮬란은 집으로 돌아와 아버지에게 자신이 받은 선물들을 보여주며 가문의 명예를 지켰다고 말한다. 하지만 그녀의 아버지는 가장 큰 선물은 바로 자신의 딸이라고 말하며 딸을 끌어안고 기뻐한다. 황제에게 그녀를 찾아가볼 것을 귀띔 받은 샹은 그녀의 투구를 돌려준다는 명분으로 그녀의 집에 찾아간다. 뮬란은 저녁이라도 먹고 가라며 그를 환영한다. 뮬란을 도운 무슈는 조상신들로부터 수호신의 위치를 얻게 된다.

## 제작
뮬란은 원래 "중국 인형"이라는 제목의 단편 비디오 영화에서 시작되었다. 이 영화는 학대받던 불쌍한 중국인 소녀가 영국 공주에게 구조되어 서양에서 행복해지는 내용이었다. 당시 디즈니 컨설턴트와 동화 작가인 로버트 샌 소우시는 중국의 시 목란사를 영화로 만들 것을 제안하고, 디즈니는 분리된 두 개의 프로젝트를 합치게 되었다.
뮬란의 제작은 1994년 시작되었는데, 제작진은 예술 감독 그룹을 선택하여 중국으로 파견하였다. 그들은 3주 동안 중국을 돌아다니면서 유적과 상징들을 사진과 스케치로 담고, 지역 문화에 대해서도 조사하였다. 제작자는 뮬란을 좀 더 매력적이고 욕심이 없는 성격으로 만들도록 결정하였고, 애니메이션도 《라이온 킹》과 《노틀담의 꼽추》의 분위기와는 달리 중국 화법에 가깝도록 수채화와 간결한 디자인을 사용하였다.
흉노족이 공격을 하는 장면에서 2,000여명의 흉노족 병사들을 만들기 위해, 제작팀은 군중 시뮬레이션 소프트웨어인 아틸라(Attila)를 개발하였다. 이 소프트웨어는 천여명의 각각의 인물들이 독자적으로 움직일 수 있게 한다. 이와는 다르게 다이나스티(Dynasty)라 불리는 프로그램은 마지막 전투 장면에서 자금성의 3,000여명의 군중들을 표현해냈다. 픽사의 포토리얼리스틱 렌더맨이 군중을 만들기 위해 이용되기도 하였다. 이 영화를 위해 개발된 또 다른 소프트웨어인 파욱스 플랜(Faux Plane)은 2차원 채색 표면의 깊이를 더하기 위해 사용되었다. 제작 경과에 비해 뒤늦게 개발되었지만, 파욱스 플랜은 만리장성의 경관을 인상적인 장면으로 표현해낸 장면, 뮬란이 자금성으로 달려나가는 마지막 전투 장면 등 총 다섯 장면에서 사용되었다. 중국인들이 뮬란에게 절을 하는 장면에서, 군중들은 실제 사람들이 절하는 파노라마 필름에서 가져온 것이다. 이 필름은 전경 장면에 알맞게 애니메이션으로 편집되었다.

## 캐스팅
| 역할      | 미국판          | 한국판                  |
| --------- | --------------- | ----------------------- |
| 파 뮬란   | 밍 나           | 정미숙 이소정 (노래)    |
| 샹        | B.D. 웡         | 故 김일 서영주 (노래)   |
| 무슈      | 에디 머피       | 이인성                  |
| 야오      | 하비 피어스타인 | 노민 조남희 (노래)      |
| 링        | 게드 와타나베   | 故 최병상 한진섭 (노래) |
| 치엔포    | 제리 톤도       | 서문석 김선동 (노래)    |
| 샨유      | 미겔 페레       | 한상덕                  |
| 파주      | 오순택          | 유만준                  |
| 할머니    | 준 포레이       | 故 나수란 윤복희 (노래) |
| 중매쟁이  | 미리엄 마걸리스 | 성선녀                  |
| 조상신    | 조지 타케이     | 김현직                  |
| 츠푸      | 제임스 홍       | 탁원제                  |
| 황제      | 패트 모리타     | 정기항                  |
| 파리      | 프레다 포 쉔    | 이영주                  |
| 장군      | 제임스 시게타   | 박상일                  |
| 칸,복동이 | 프랭크 웰커     | 없음                    |
| 흉노족    |                 | 김준, 조동희            |
| 보초병    |                 | 유동현                  |
| 황제첩자  |                 | 한호웅                  |

### 다른 언어
중국어판은 가수인 코코 리가 뮬란의 목소리와 노래를 맡았으며, 성룡이 샹의 목소리와 노래를 맡았다.
일본어판은 야마데라 고이치가 무슈의 목소리를 맡았다.

## 사운드트랙
1. 내 안의 나를 (Reflection, Pop Version) - 박정현 (크리스티나 아길레라)
2. True to your Heart (Single) - 98º, 스티비 원더
3. 대장부로 만들어 주마 (I'll Make a Man Out of You) - 서영주, 김선동, 조남희, 이소정, 한진섭, 서울 모던 합창단
4. 뮬란의 결정 (Mulan's Decision, Score)
5. 뮬란의 보금자리 (Suite from Mulan)
6. 불타버린 마을(The Burned-Out Village, Score)
7. 상냥한 내 여자 (A Girl Worth Fighting For) - 김선동, 조남희, 한진섭, 이소정, 서울 모던 합창단
8. 성벽을 공격하라 (Attack at the Wall, Score)
9. 숨겨진 내 모습 (Reflection) - 이소정
10. 한 봉오리의 꽃 (Blossoms, Score)
11. 흉노족의 침략 (The Huns Attack, Score)
12. 가문을 빛낼거야 (Honor to Us All) - 이소정, 윤복희, 서울 모던 합창단

뮬란의 스코어 음악은 제리 골드스미스가 작곡하였고, 다섯 노래는 매튜 와일더가 작곡하였고 데이비드 지펠이 작사를 맡았다. 본래 무슈의 노래를 포함해 여섯 곡을 계획하고 있었으나 무슈에 에디 머피의 성격이 가미되면서 작곡이 무산되었다. 뮬란의 결정이라는 스코어 곡이 흐르는 머리를 자르는 장면은 사운드 트랙의 앨범과는 다른 음악이다. 사운드트랙 앨범에서 이 스코어 곡은 영화가 신시사이저 음악을 사용하고 있는 반면에 오케스트라 음악을 사용하고 있다. 이 신시사이저 음악은 한정판 CD에서만 들을 수 있다. 뮬란의 사운드트랙에 수록된 팝스타일의 곡인 리플렉션(Reflection)은 크리스티나 아길레라가 처음 팝 가수로서 부른 곡으로, RCA 레코드와 녹음 계약을 맡게 된 계기가 되었다. 1999년 그녀의 첫 데뷔 앨범에도 이 곡이 포함되어 있다. 이외에도 리플렉션은 코코 리가 부른 중국어판과 박정현이 부른 한국어판으로도 잘 알려져 있다.
알라딘의 자스민 공주의 노래 목소리로도 유명한 레아 살롱가는 영화에서 뮬란의 노래 목소리를 맡았다. 레아 살롱가는 그녀의 콘서트에서 영화에 등장하는 노래를 부르는 것을 즐기는데, 디즈니 메들리를 하였을 때 리플렉션(아길레라의 팝스타일과 다름)의 풀 버전으로 클라이맥스를 장식했다. 살롱가는 후속편인 《뮬란 2》에서도 노래 목소리를 맡았다.
영화에서 영감을 받아 김현철이 작사, 작곡하고 박정현이 영어와 한국어로 노래한 '영원까지 기억되도록 (Eternal Memory)'은 한국 발매판의 오리지널 사운드 트랙에 수록되어 아시아 지역 국가에도 발매되었다. 일본에서는 인기 록그룹 LUNA SEA가 보너스트랙으로 수록되었다.

## 같이 보기
- 목란사